# Roselys Guacarán
Roselys María Guacarán Calcurian (ur. 4 września 1977) – wenezuelska judoczka.
Uczestniczka mistrzostw świata w 1997 i 1999. Startowała w Pucharze Świata w 2000. Wicemistrzyni igrzysk panamerykańskich w 1999. Złota medalistka igrzysk Ameryki Południowej w 1998, a także igrzysk Ameryki Środkowej i Karaibów w 1998. Zdobyła trzy medale na mistrzostwach panamerykańskich w latach 1996 - 1999. Druga na mistrzostwach Ameryki Południowej w 1999 roku.